# جو خام
جو خام (به لاتین: Jow Kham) یک منطقهٔ مسکونی در افغانستان است که در ولسوالی یمگان واقع شده‌است.